# Myrmelachista nodigera
Myrmelachista nodigera är en myrart som beskrevs av Mayr 1887. Myrmelachista nodigera ingår i släktet Myrmelachista och familjen myror.

## Underarter
Arten delas in i följande underarter:
- M. n. flavicornis
- M. n. nodigera
- M. n. pallida

## Bildgalleri

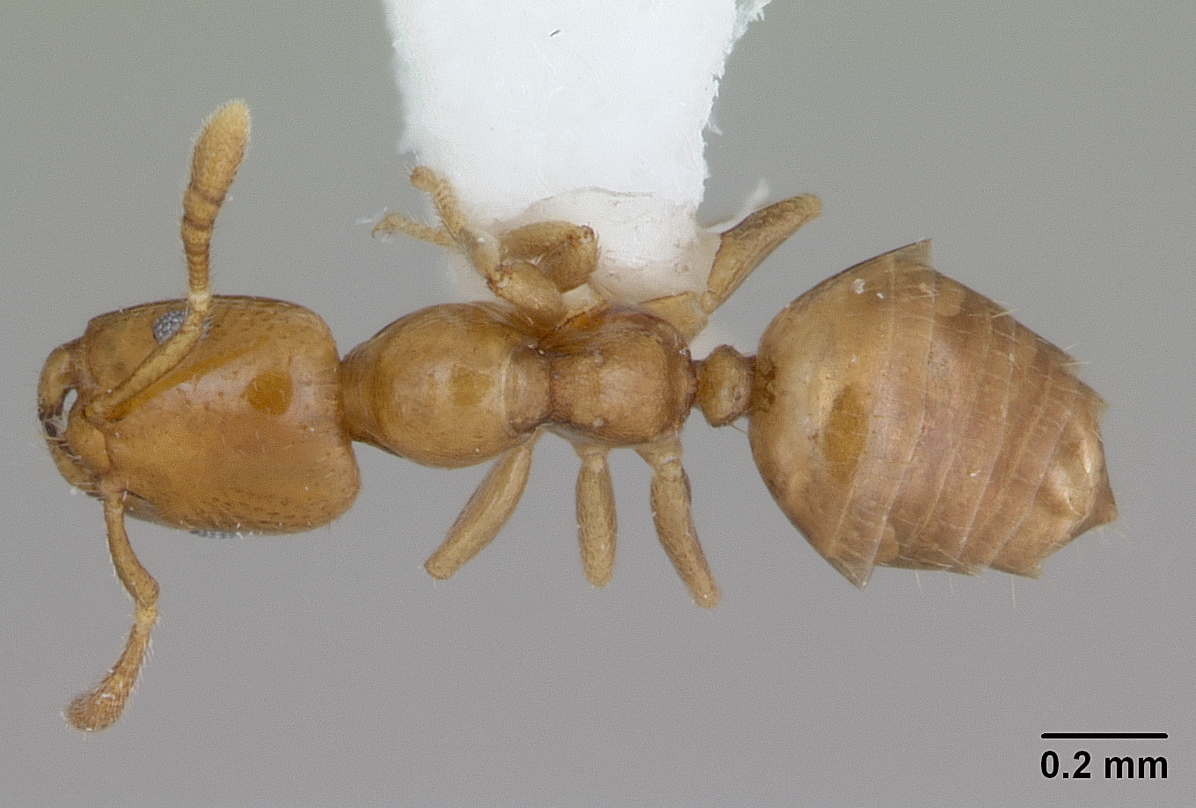
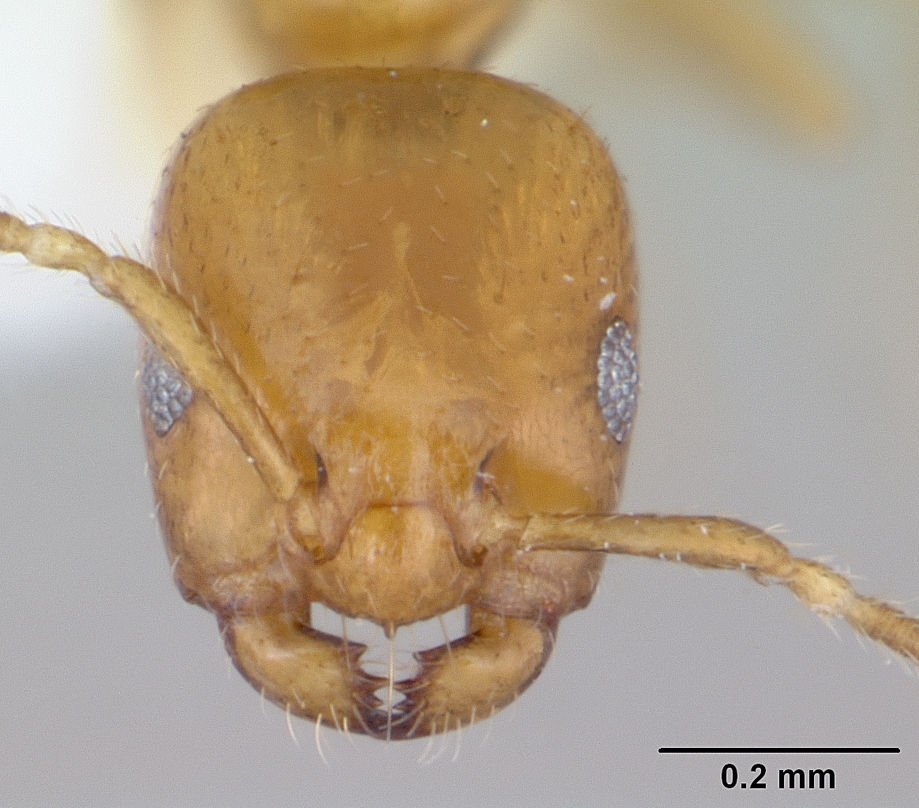
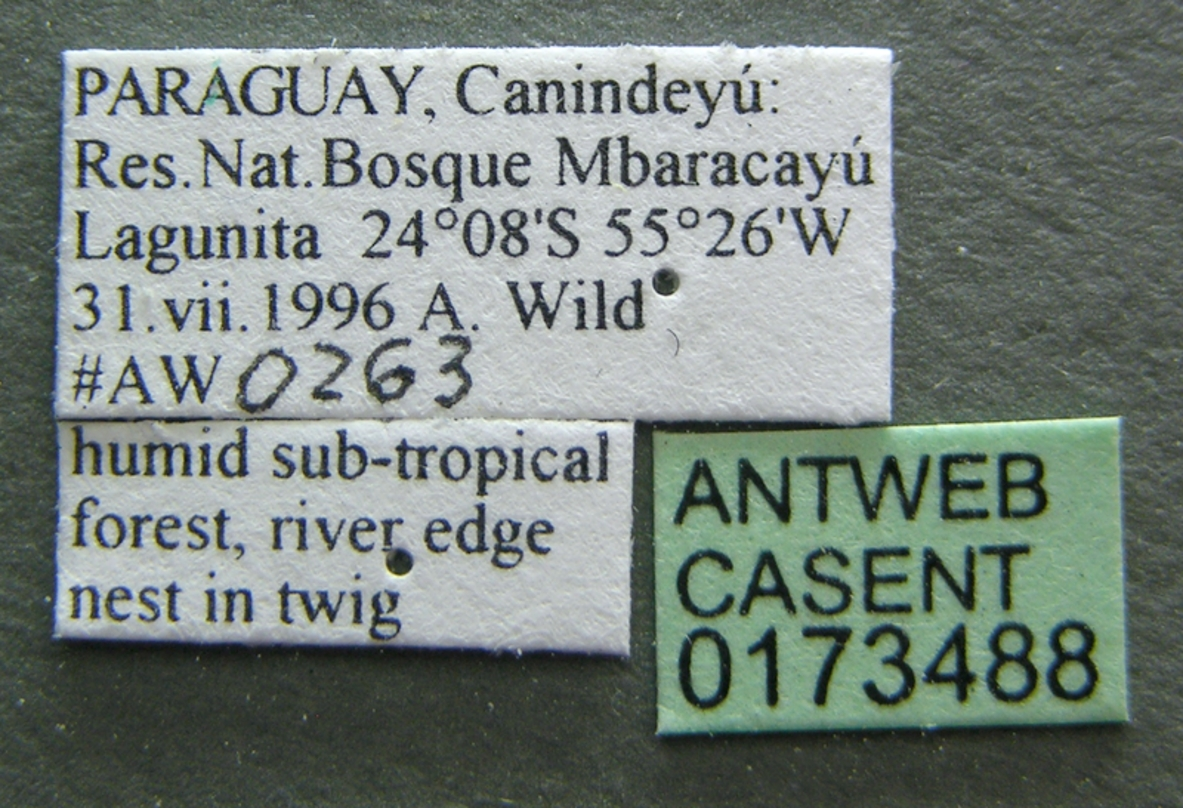
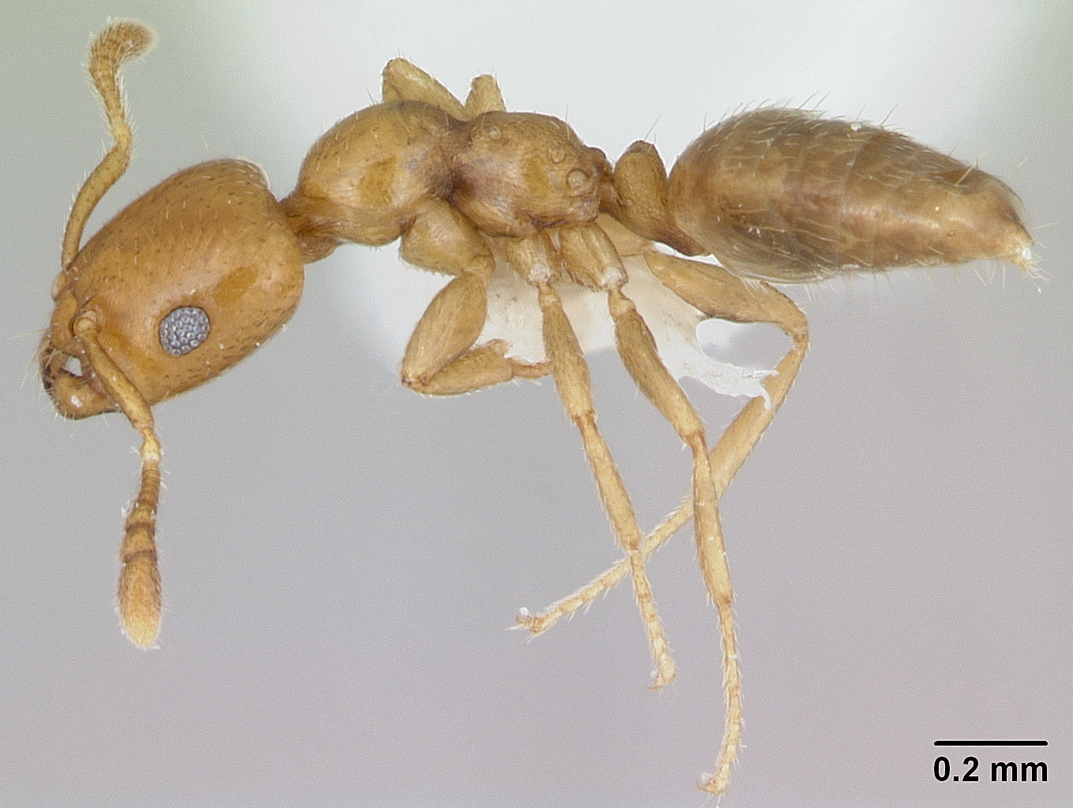